# Línguas da Iugoslávia
As línguas da Iugoslávia são todas as línguas faladas na antiga Iugoslávia. São principalmente línguas e dialetos indo-europeus, nomeadamente variedades dominantes do eslavo do sul (servo-croata, macedônio e esloveno), bem como albanês, arromeno, búlgaro, tcheco, alemão, italiano, vêneto, romani balcânico, romeno, russino da Panônia, eslovaco e ucraniano. Há também áreas onde são faladas variedades de línguas não indo-europeias, como o húngaro e o turco.

## Políticas linguísticas na Iugoslávia
A partir de 1966, as divisões linguísticas e étnicas passaram a fazer parte do debate público na Iugoslávia. As políticas linguísticas foram delegadas ao nível comunitário. A situação linguística refletia-se na constituição de cada república e de forma mais detalhada nas constituições comunais. 
A Iugoslávia estabeleceu suas políticas linguísticas nos níveis federal, republicano e comunitário.
A política linguística federal foi elaborada com base nos quatro princípios seguintes: 
1. Medidas domésticas eram a base da política linguística.
2. Medidas especiais foram necessárias. Garantir "direitos iguais" para todos os grupos étnicos era insuficiente.
3. A integração de todas as nações e nacionalidades depende da capacidade da estrutura político-administrativa de fornecer mecanismos de expressão.
4. Cada nação e nacionalidade deve ter voz direta na determinação de medidas específicas.

## Lista de línguas na Iugoslávia

### Línguas oficiais a nível republicano
- Servo-croata – uma língua pluricêntrica e um continuum de dialetos da Bósnia e Herzegovina, Croácia, Montenegro e Sérvia, dividido em quatro variedades nacionais padrão usadas nos respectivos países após a dissolução da Iugoslávia: bósnio, croata, montenegrino e sérvio.
- Língua eslovena – a língua dos eslovenos na Eslovênia
- Língua macedônia – a língua da Macedônia do Norte (anteriormente a antiga República Iugoslava da Macedônia)

### Línguas oficiais minoritárias
Várias línguas minoritárias foram usadas oficialmente em vários níveis subfederais:
Na Voivodina, havia quatro línguas minoritárias em uso oficial:
- Húngaro;
- Romeno;
- Russino da Panônia;
- Eslovaco.

No Kosovo, o albanês era o idioma oficial.
A nível municipal, as seguintes línguas eram de uso oficial:
- Albanês, em partes da Macedônia e Montenegro;
- Búlgaro, em partes da Sérvia;
- Checo, em partes da Voivodina, Eslovênia e Croácia;
- Alemão, em partes da Croácia e Eslovênia;
- Húngaro, em partes da Eslovênia e Croácia;
- Italiano, em partes da Eslovênia e Croácia;
- Russino da Panônia, em partes do Croácia e Eslovênia;
- Eslovaco, em partes da Croácia e Eslovênia;
- Turco, em partes do Kosovo Oriental e da Macedônia;
- Ucraniano, em partes da Croácia e Eslovênia.

### Línguas minoritárias não oficiais
As seguintes línguas minoritárias tinham falantes nativos no país, mas não eram de uso oficial:
- Turco gagauz dos Balcãs, falado pelo povo turco do Kosovo Oriental e da Macedônia do Sul ;
- Romani, falado em todo o país; [3]
- Romeno, falado em partes da Sérvia (especialmente no Vale do Timok).